# ペルソナ3 ダンシング・ムーンナイト
『ペルソナ3 ダンシング・ムーンナイト』（ペルソナスリー ダンシング・ムーンナイト、PERSONA3 DANCING MOON NIGHT）は、アトラスが開発し、セガより2018年5月24日に発売されたPlayStation 4 / PlayStation Vita用ゲームソフト。

## 概要
『ペルソナ3』の楽曲を使用したリズムアクションゲーム。略称は「P3D」。『ペルソナ4 ダンシング・オールナイト』の流れを組んでいる。
PS Vita版は『P3D』と『P5D』との2本がセットになった『ペルソナダンシング デラックス・ツインパックプラス』が、PS4版は『P3D』と『P5D』にダウンロード版の『P4D』もセットになった『ペルソナダンシング オールスター・トリプルパック』が2018年5月28日に発売されている。

## 登場人物

### メインキャラクター
結城 理（ゆうき まこと）
声 - 石田彰
本作の主人公。本編ではイヤホンを付けていたが、本作ではヘッドホンになっている。また、musicと書かれたシャツを着ている。『バーチャファイター』とのコラボコスチュームでは結城晶のコスチュームが配信されている。クール&スタイリッシュに踊る。
岳羽 ゆかり（たけば ゆかり）
声 - 豊口めぐみ
主人公の同級生の少女。イマドキ女子の勢いで、セクシー&キュートに踊る。
伊織 順平（いおり じゅんぺい）
声 - 鳥海浩輔
主人公の同級生の少年。いつもより派手な野球帽を前後逆に被っており、パワフル&コミカルに踊る。
アイギス
声 - 坂本真綾
少女型ロボットであり、ワンピースに着ている。ロボットならではの精密さと人の心から生まれる情熱を併せ持つダンスを見せる。
桐条 美鶴（きりじょう みつる）
声 - 田中理恵
月光館学園の生徒会長を務めている少女。己の厳格さを像徴するようなフォーマルで情熱的なダンスを見せる。
真田 明彦（さなだ あきひこ）
声 - 緑川光
ボクシング部の主将の少年。ボクシングを生かしたステップワークと拳を映るダンスを披露する。
山岸 風花（やまぎし ふうか）
声 - 能登麻美子
おとなしい性格の少女。柔和さを生かした優しいダンスを見せる。
天田 乾（あまだ けん）
声 - 緒方恵美
大人びた雰囲気の少年。身軽さを活かしアグレッシブに踊る。
エリザベス
声 - 沢城みゆき
ベルベットルームの住人。本作ではプロデューサーの「エリP」を名乗り、腕をムチのように扱うワッキングというダンスを披露する。

### サブキャラクター
全てのキャラクターがP3D・P5D共用DLCである。
テオドア
声 - 諏訪部順一
『ペルソナ3 ポータブル』に登場するベルベットルームの住人。その真価を発揮した頼り甲斐あるテクニカルなダンスを披露する。
ラヴェンツァ
声 - 豊崎愛生
『ペルソナ5』に登場するベルベットルームの住人。カロリーヌとジュスティーヌの本来の姿でもある。華麗ながら芯の強いダンスを見せる。
ラビリス
声 - 竹達彩奈
『ペルソナ4 ジ・アルティメット イン マヨナカアリーナ』に登場するアイギスの姉妹機にあたる少女型ロボット。活発な彼女らしい機動力を生かしたパワフルなダンスを披露する。
皆月 翔（みなづき しょう）
声 - 鈴村健一
『ペルソナ4 ジ・アルティマックス ウルトラスープレックスホールド』に登場する自らを「黒幕」と略している謎の少年。二刀流を用いた演舞のようなダンスを披露する。
荒垣 真次郎（あらがき しんじろう）
声 - 中井和哉
『ペルソナ3』に登場する月光館学園をある理由で休学している少年。孤高の強さと決意を感じさせるダンスを披露する。
明智 吾郎（あけち ごろう）
声 - 保志総一朗
『ペルソナ5』に登場する高校生探偵の少年。端麗かつ大胆なダンスを披露する。